# Peak District

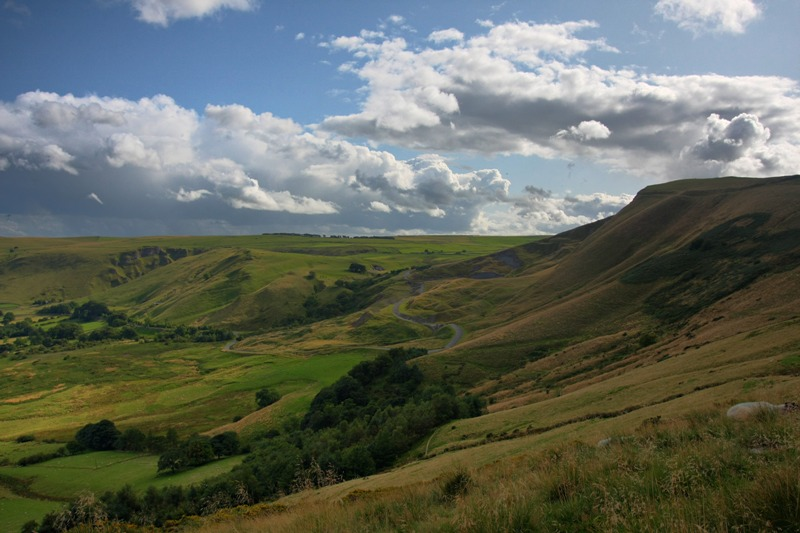
Vista do Mam Tor

O Peak District é uma área de planalto situada na porção mais meridional dos montes Peninos, na Inglaterra. A maior parte da área está localizada ao norte de Derbyshire, mas também inclui  partes de Cheshire, a Grande Manchester, Staffordshire, West Yorkshire e South Yorkshire. Uma área de grande diversidade, é dividida em Dark Peak ao norte, leste e oeste - cuja formação geológica é de gritstone (arenito silicoso, de granulação grossa) e  onde a maior parte das charnecas (terrenos áridos e pedregosos, com vegetação xerófila em sua maioria) é encontrada - e na área de calcário, o White Peak.
O Parque Nacional de Peak District (The Peak District National Park) tornou-se o primeiro parque nacional no Reino Unido em 1951.  Com sua proximidade com as cidades de Manchester, Stoke-on-Trent, Derby e Sheffield, e acesso por estrada e linha férrea, ele atrai milhões de visitantes todos os anos.
Habitado desde o Mesolítico, evidências partem do Neolítico, eras do Bronze e do ferro. Assentada pelos romanos e os anglo-saxões, a área permaneceu em grande parte agrícola, tendo a mineração crescido em importância na era Medieval. Richard Arkwright construiu suas fábricas de algodão no início da Revolução Industrial. As pedreiras se tornaram importantes assim que a mineração entrou em declínio. O turismo cresceu após o advento das linhas férreas, sendo os visitantes atraídos pela paisagem, cidades termais de Buxton e Matlock Bath, pela cidade de Bakewell (a única cidade do parque nacional) e as cavernas de Castleton.
A atividade turística permanece importante para suas cidades e vila e suas variadas atrações, casas de campo e locais históricos. Fora das cidades, caminhar pela extensa rede de trilhas públicas, ciclovias, escaladas e escavações são atividades populares.

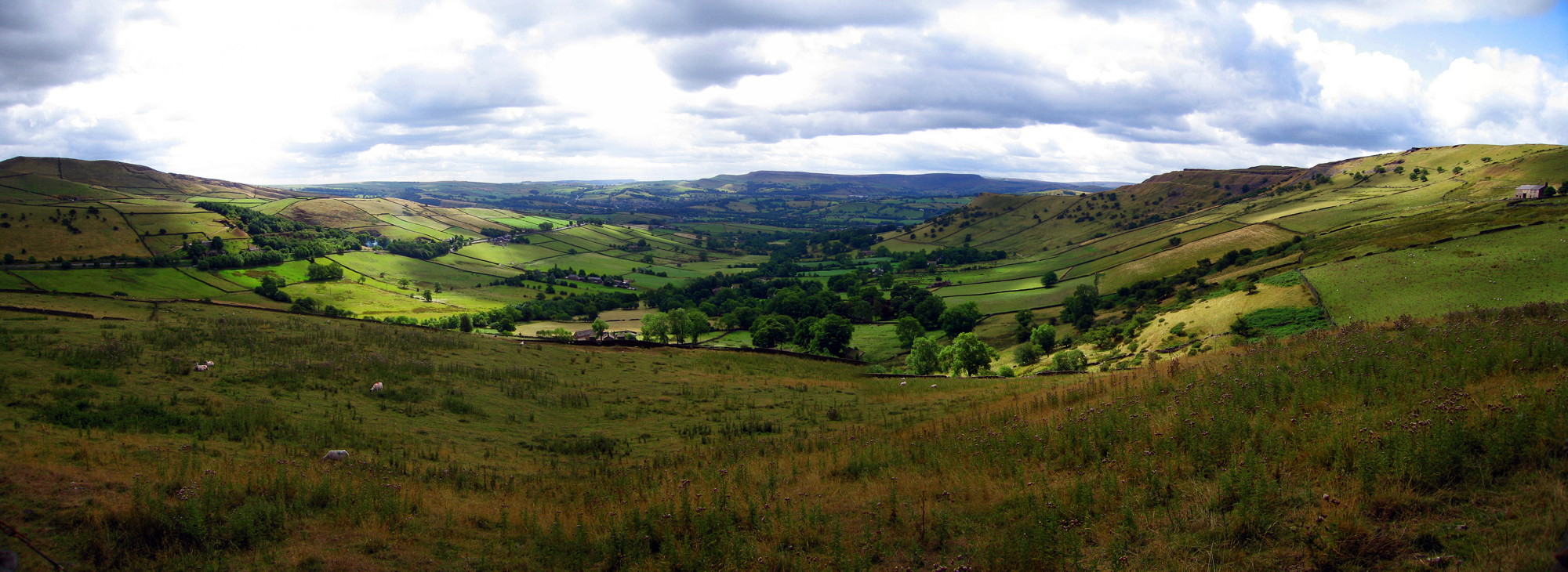
Um panorama entre Hayfield e Chinley

## Ligações Externas
- Houpe valley Line